# Massacres de Kremnička et Nemecká
Les massacres de Kremnička et Nemecká sont une série de massacres commis entre le 5 novembre 1944 et le 19 février 1945 à Kremnička et Nemecká, en république slovaque, par les divisions d'urgence de la garde Hlinka (en) et l'Einsatzkommando 14 dans le sillage de la répression du soulèvement national slovaque. Au cours du soulèvement, de nombreux Juifs s'enfuient à Banská Bystrica, bastion des résistants ; quand la ville tombe, les Juifs, les résistants slovaques (en) avérés ou soupçonnés ainsi que les Roms sont raflés puis placés en détention provisoire dans les prisons de la ville. Les victimes sont ensuite emmenées en camion vers les lieux de leur assassinat, à Kremnička et Nemecká, pour y être fusillées. La plupart des 747 victimes tuées à Kremnička sont des Juifs. Le nombre précis de victimes à Nemecká est inconnu car les corps ont été incinérés mais les historiens pensent qu'il y eut 900 morts et la plupart des victimes connues sont des Juifs et des Roms.

## Contexte
Devant l'activité croissante des partisans slovaques, opposés au Troisième Reich et au régime slovaque qui lui est allié, l'Allemagne envahit la Slovaquie, ce qui déclenche le soulèvement national slovaque qui éclate le 29 août 1944. De nombreux Juifs, qui redoutent la reprise des déportations vers les camps d'extermination, fuient à Banská Bystrica, place centrale de la rébellion, et dans d'autres localité sous le contrôle des résistants en Slovaquie centrale. Les Allemands et leurs alliés locaux — les divisions d'urgence de la garde Hlinka (en) (POHG) — vainquent rapidement les insurgés et les unités militaires slovaques qui les soutiennent. Le 27 octobre, à la chute de Banská Bystrica, dernier bastion de l'opposition, les Juifs et les Roms ainsi que les résistants avérés ou supposés sont raflés et placés en détention provisoire dans une prison surpeuplée avec des rations minimales d'eau et de nourriture. Au total, environ 4 000 personnes sont assassinées en Slovaquie, principalement aux mains de l'Einsatzgruppe H assisté de collaborateurs locaux.

## Massacres de Kremnička
Les victimes sont embarquées dans des camions qui les emmènent à Kremnička, où les résistants avaient creusé des tranchées antichar. Les prisonniers doivent descendre des véhicules et marcher dans un champ jusqu'aux tranchées, puis ils reçoivent l'ordre de s'allonger. D'après les témoins, les victimes n'opposent aucune résistance. Les soldats allemands et slovaques passent passent entre les rangées des prisonniers et les fusillent un à un. D'autres soldats montent la garde autour du périmètre pour s'assurer que personne ne s'échappe. Après plusieurs assassinats, certains prisonniers se jettent dans les tranchées parmi les morts mais les soldats les fusillent aussi. Les preuves recueillies sur place après l'exhumation des corps montrent que certaines victimes sont mortes de suffocation,. Les massacres ont été exécutés le 5 novembre, le 20 novembre (282 morts), les 12 et 19 décembre 1944, les 5 et 20 janvier 1945, puis le 19 février.
Parmi les 747 victimes, 211 sont des femmes et 58 des enfants ; la moitié des massacrés sont juifs. Deux des victimes, Haviva Reik et Rafi Reiss, sont des parachutistes de Palestine mandataire. Une autre victime notable est l'intellectuel slovaque Alžbeta Göllnerová-Gwerková (sk).
D'après l'historien slovaque Anton Hruboň, par rapport aux effectifs totaux des divisions d'urgence de la garde Hlinka, 5 % ont réellement participé aux massacres. Toutefois, les collaborateurs slovaques présents à Kremnička ont souvent menti sur leur implication afin d'échapper aux poursuites, par exemple en déclarant qu'ils ont participé aux massacres sous la menace et la contrainte des Sicherheitsdienst et que leurs tirs visaient à côté des victimes. D'autres collaborateurs slovaques se sont vantés de leurs meurtres, malgré des ordres stricts sur le confidentialité. Aussi est-il impossible de déterminer le rôle exact de chaque soldat dans ces massacres ; néanmoins, même ceux qui n'ont pas tiré demeurent complices car ils ont gardé le périmètre et exécuté d'autres missions auxiliaires.

## Massacres de Nemecká

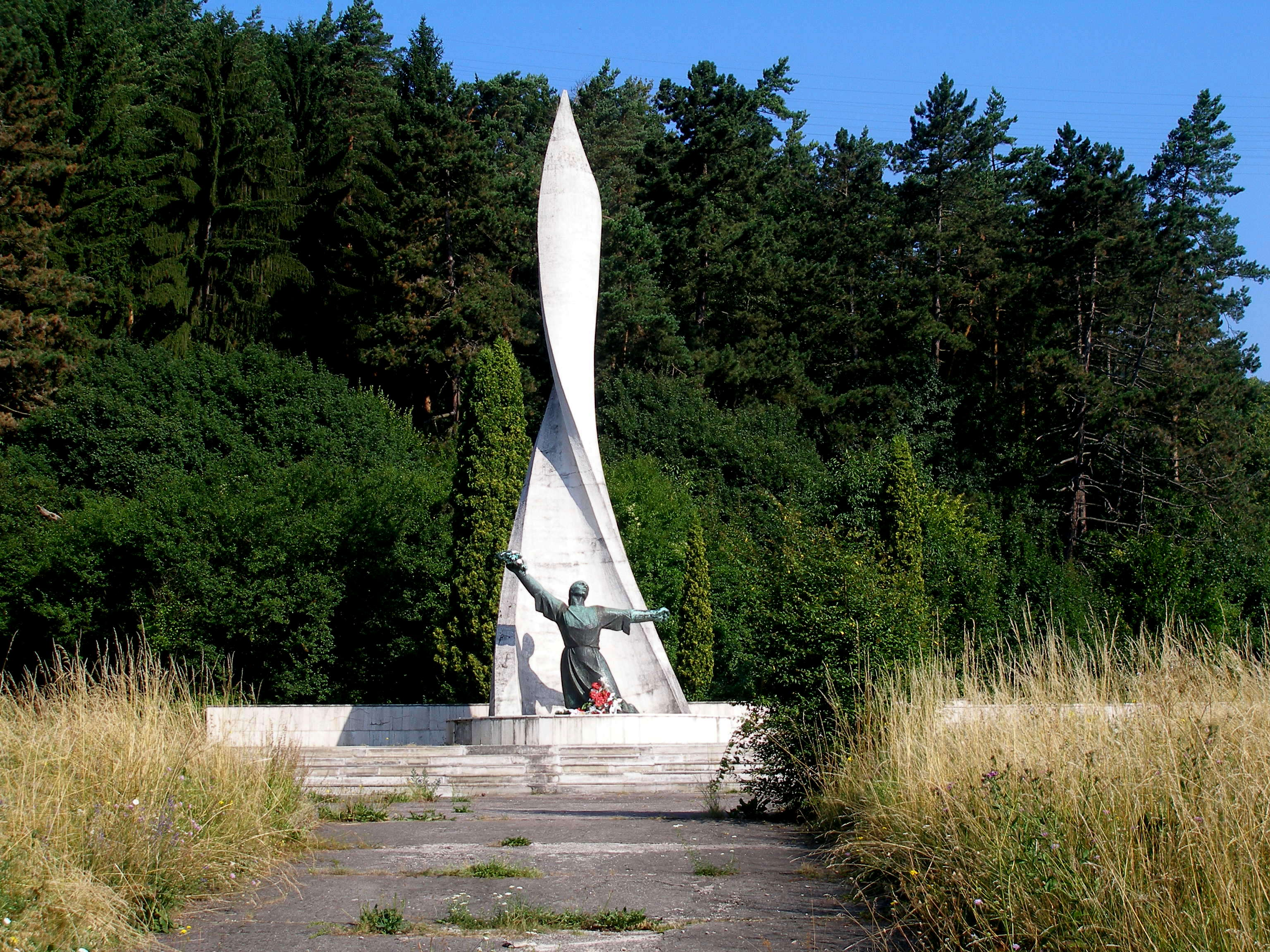
Mémorial aux victimes du soulèvement national slovaque à Nemecká.

Le village voisin de Nemecká devient un lieu d'exécution à cause de ses fours à chaux qui se prêtent à la crémation des corps. Les victimes sont emmenées en camion de la prison de Banská Bystrica puis fusillées avant d'être incinérées. Les corps ayant disparu, le nombre exact de victimes est inconnu mais d'après l'historienne israélienne Gila Fatran, environ 900 personnes sont assassinées. Les archives de l'Einsatskommando 14 recensent 205 victimes « racialement indésirables », 26 soupçonnées de complicité dans le soulèvement et quelques autres sont des soldats américains, français, soviétiques et roumains. Les massacres de Nemecká sont perpétrés entre le 4 et le 11 janvier 1945, avec la participation conjointe de l'Einsatzkommando 14 et de la garde Hlinka,.

## Mémoire
Certains décrivent les évènements comme l'équivalent slovaque du massacre de Katyń. Certains chroniqueurs slovaques soulignent le fait que les collaborateurs slovaques ont tué des citoyens slovaques non juifs. D'après Fatran, les meurtres de Kremnička ont fini par symboliser la brutalité de la répression contre le soulèvement. Kremnička et Nemecká sont les crimes de guerre les plus massifs commis sur le sol slovaque pendant la Seconde Guerre mondiale,. Le Mémorial du soulèvement national slovaque (sk) est établi à Nemecká.

### Documentation
- (de) Gila Fatran, « Die Deportation der Juden aus der Slowakei 1944–1945 », dans Bohemia: Zeitschrift für Geschichte und Kultur der böhmischen Länder [« The deportation of the Jews from Slovakia 1944–45 »], 1996, 98–119 p. (lire en ligne), chap. 37
- (sk) Anton Hruboň, 5. poľná rota Hlinkovej gardy [« The Fifth Company of the Hlinka Guard »], Ružomberok, Historia nostra, 2010 (ISBN 978-80-9700-80-2-4, lire en ligne)
- Martin Gilbert, The Second World War: A Complete History, Macmillan, 1er juin 2004 (ISBN 978-0-8050-7623-3, lire en ligne)
- Vanda Rajcan, Madeline Vadkerty et Ján Hlavinka, « Camps and Ghettos under European Regimes Aligned with Nazi Germany », dans Encyclopedia of Camps and Ghettos, vol. 3, Bloomington, United States Holocaust Memorial Museum, 2018 (ISBN 978-0-253-02373-5)
- (de) Lenka Šindelářová, Finale der Vernichtung: die Einsatzgruppe H in der Slowakei 1944/1945, Darmstadt, Wissenschaftliche Buchgesellschaft (en), 2013a (ISBN 978-3-534-73733-8)
- (cs) Lenka Šindelářová, « Einsatzgruppe H na povstaleckém Slovensku », dans Soudobé dějiny (časopis) (cs), vol. XX, Prague, 2013b, 582–603 p. (ISSN 1210-7050, DOI 10.51134/sod.2013.039 ), chap. 4